# Diosa de las serpientes

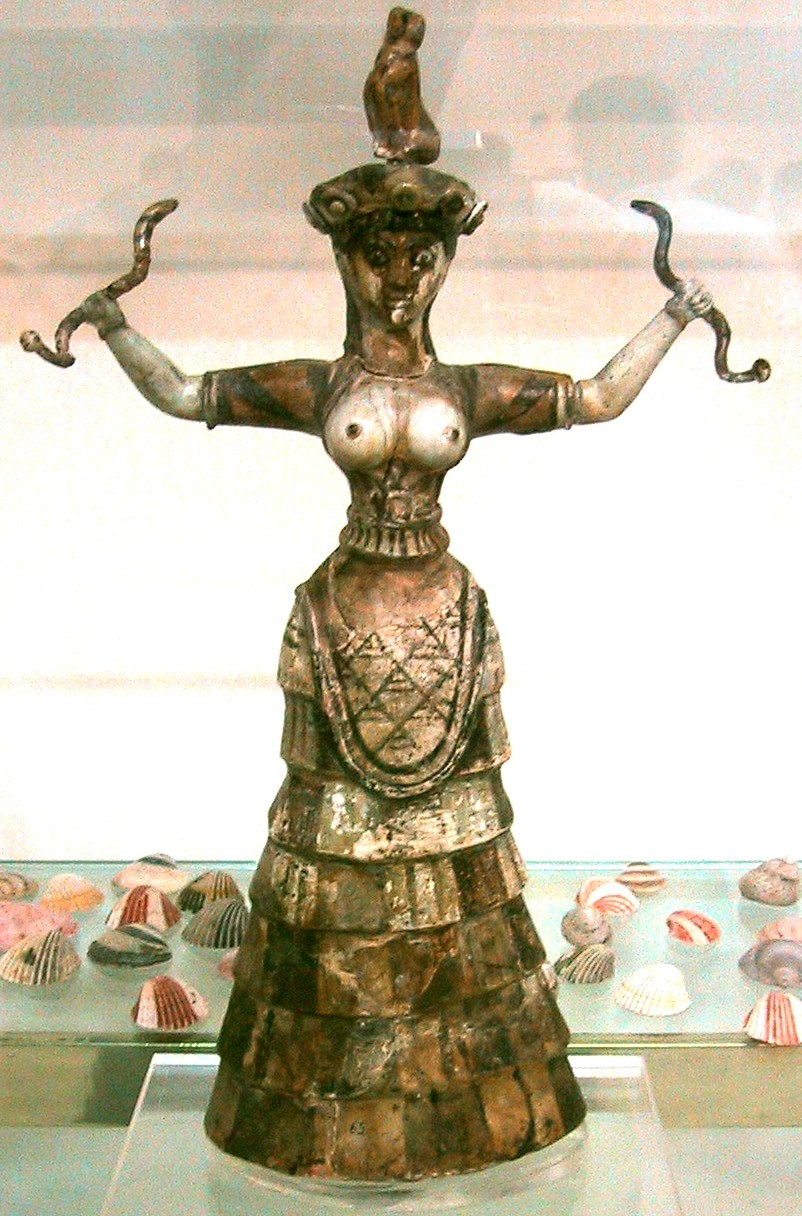
Diosa de las serpientes en el Museo Arqueológico de Heraclión.

Se llama Diosa de las serpientes a varias estatuas de loza vidriada encontradas en Cnosos. La más famosa de ellas mide 29,5 centímetros de altura y supuestamente representa una diosa de la civilización minoica, aunque también se ha señalado que en realidad podría representar a una sacerdotisa. Han sido datadas aproximadamente hacia 1600 a. C., Fueron encontradas por un equipo de arqueólogos dirigidos por Arthur Evans en 1903, en una estancia del ala oeste del palacio de Cnosos llamada tesorería sacra, y actualmente se hallan en el Museo Arqueológico de Heraclión (Creta).
La estatua más conocida es una figura femenina ataviada con un vestido largo, de estrecha cintura y con un corpiño que deja el pecho al descubierto. En ambas manos sostiene sendas serpientes y tiene encima de la cabeza un felino.

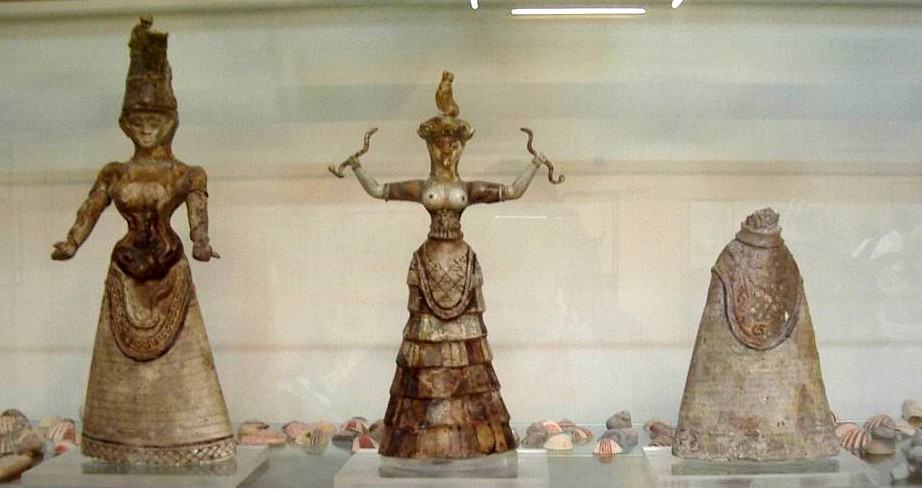
A la izquierda, la estatua que en principio fue llamada Diosa de las serpientes; en el centro, la antiguamente denominada Adoradora sin cabeza. Museo Arqueológico de Heraclión, Creta.

Esta estatua en un principio era denominada Adoradora sin cabeza, por ser de menor tamaño que otra estatua también de loza vidriada, a la que denominaron Diosa de las serpientes. La estatua había sido hallada sin la cabeza y sin el brazo izquierdo y fue reconstruida por el equipo de Evans, tomando como referencia esta otra estatua mayor. La estatua mayor tiene tres serpientes enroscadas en la cintura y en las manos. A esta estatua le faltaba inicialmente la parte inferior de la falda y fue reconstruida tomando como referencia otras figurillas halladas en las excavaciones.